# Thorigny-sur-Oreuse
Thorigny-sur-Oreuse é uma comuna francesa na região administrativa de Borgonha-Franco-Condado, no departamento de Yonne. Estende-se por uma área de 49,35 km². Em 2010 a comuna tinha 1 459 habitantes (densidade: 29,6 hab./km²).